# Pterolophia uhelensis
Pterolophia uhelensis är en skalbaggsart som beskrevs av Stefan von Breuning 1966. Pterolophia uhelensis ingår i släktet Pterolophia och familjen långhorningar. Inga underarter finns listade i Catalogue of Life.